# Sous le nom de Melville
Pour plus de détails, voir Fiche technique et Distribution.
Sous le nom de Melville est le premier long métrage documentaire consacré à Jean-Pierre Melville depuis le décès de ce dernier en 1973. Il a été réalisé par Olivier Bohler et produit par Raphaël Millet pour Nocturnes Productions en 2008.

## Synopsis
Sous le nom de Melville retrace le parcours de Melville pendant la Seconde Guerre mondiale et l'impact que cette expérience personnelle de la guerre et de la Résistance a eu sur l'ensemble de son œuvre de cinéaste, ainsi que, indirectement, sur celle de ses héritiers. Le film comporte des éléments d'entretiens avec des cinéastes comme Johnnie To ou Masahiro Kobayashi qui viennent éclairer a posteriori l'œuvre de Melville.

## Production
Sous le nom de Melville est une coproduction entre Nocturnes Productions et l'Institut national de l'audiovisuel (INA).
La production déléguée du film a été assurée par Raphaël Millet pour Nocturnes Productions.
Le film a obtenu le soutien financier du COSIP du Centre national du cinéma et de l'image animée (« Commission du 22 mai 2008 »(Archive.org • Wikiwix • Archive.is • Google • Que faire ?)), du Fonds d'aide à la production cinématographique et audiovisuelle de la région Franche-Comté « http://dev.reseau-farr.org/page.php?id=3 »(Archive.org • Wikiwix • Archive.is • Google • Que faire ?) et du Fonds d'aide à la production cinématographique et audiovisuelle de la région Provence-Alpes-Côte d'Azur, avec le concours du Service historique de la Défense (SHD) et la participation de CinéCinéma, la RTBF et StudioCanal. 

## Diffusion
La première mondiale de Sous le nom de Melville a eu lieu en novembre 2008 au Golden Horse Film Festival à Taipei (Taiwan). Il a ensuite été projeté au Festival du film de Turin (Italie) en novembre 2008, puis au Festival international des programmes audiovisuels (FIPA) à Biarritz (France) en janvier 2009 où il était en compétition pour le Prix Mitrani. 
Il a été diffusé en France sur la chaîne Ciné Cinéma Classic en mars-avril 2010,, et en Belgique sur la chaîne La Deux de la RTBF en mai 2010,. Par ailleurs, le film a été inclus dans l'édition Blu-Ray du film Le Cercle rouge de Jean-Pierre Melville commercialisée par StudioCanal à partir de septembre 2010, ainsi que dans le coffret Jean-Pierre Melville commercialisé par StudioCanal à partir d'octobre 2010.

## Liste des intervenants
- Michel Dreyfus-Schmidt
- Leo Fortel
- Pierre Grasset
- Laurent Grousset
- Rémy Grumbach
- Masahiro Kobayashi
- André S. Labarthe
- Philippe Labro
- Jean-Pierre Melville (images d'archives)
- Jean-Jacques Nataf
- Rui Nogueira
- Volker Schlöndorff
- Bertrand Tavernier
- Johnnie To

## Fiche technique
- Titre original : Sous le nom de Melville
- Titre international : Code Name Melville
- Réalisation : Olivier Bohler
- Scénario : Olivier Bohler
- Production déléguée : Raphaël Millet
- Coproduction INA : George Groult, Maya Feuillette
- Musique originale : Jessica Lalanne
- Directeur de la photographie : Julien Selleron
- Son direct : Renaud Michel, Jean-Luc Peart
- Montage image et effets visuels : Nicolas Dupouy
- Montage son : Ivora Cusack
- Mixage : Francisco Camino
- Production : Nocturnes Productions (France), Institut national de l'audiovisuel (France)
- Pays d'origine :  France
- Langue : français
- Genre : documentaire
- Durée : 76 minutes
- Première mondiale : novembre 2008 (Golden Horse Film Festival, Taipei, Taiwan)
- Diffusion télévisée : mars-avril 2010 (CinéCinéma Classic, France), mai 2010 (La Deux, RTBF, Belgique)
- Code ISAN : 0000-0002-A79E-0000-1-0000-0000-Y

## Sélections festivalières et projections spéciales
- Golden Horse Film Festival de Taipei, 15 novembre 2008
- Festival du film de Turin, novembre 2008[8]
- Festival international des programmes audiovisuels (FIPA) de Biarritz, 24 janvier 2009 (en compétition pour le Prix Mitrani)[3]
- Festival international du film policier de Beaune, 9 avril 2009  [9]
- Sotto le Stelle del Cinema, Bologne, 27 juillet 2009[10]
- Festival du film de Cambridge, 19 et 25 septembre 2009[11]
- CineCity - Festival du film de Brighton, 24 novembre 2009[12]
- Mois du Documentaire en Franche Comté, 2009[13],[14]
- Festival international du film d'Amiens, 19 novembre 2009[15]
- Institut franco-japonais de Tokyo en conjonction avec le Tokyo FilmEx, 12 décembre 2009[16],[17]
- Centre culturel français de Pékin, 21 décembre 2009[18]
- Festival Premiers Plans d'Angers, janvier 2010[19]
- Projections dans le cadre de la rétrospective Melville au 26e Festival du Film français de Singapour, 4 & 9 octobre 2010[20]
- Projection à LASALLE College of the Arts à Singapour le 8 octobre 2010.
- Projection à TischAsia - School of the Arts à Singapour le 8 octobre 2010.
- Projection à la Cinémathèque française à Paris le 10 novembre 2010[21]
- Projection au Musée Pera d'Istanbul, Turquie, les 25, 26 et 27 février 2011.

## Accueil critique
"Un passionnant documentaire où se mêlent de rares images d'archives du cinéaste, des extraits de films et des entretiens", selon Marlène Amar Tonda dans son article "Noir profond" publié dans le TéléObs du 18 au 24 mars 2010.